# Lacconectus ponti
Lacconectus ponti är en skalbaggsart som beskrevs av Michel Brancucci 1986. Lacconectus ponti ingår i släktet Lacconectus och familjen dykare. Inga underarter finns listade i Catalogue of Life.